# Обербюрен
Обербюрен (нем. Oberbüren) — коммуна в Швейцарии, в кантоне Санкт-Галлен.
Входит в состав округа Виль. Население составляет 3936 человек (на 31 декабря 2006 года). Официальный код — 3424.